# Малые противолодочные корабли проекта 201
Малые противолодочные корабли и пограничные сторожевые корабли проекта 201 (МПК и ПСКР пр.201) - советские малые противолодочные и пограничные сторожевые корабли, состоявшие на вооружении ВМФ СССР и поставлявшиеся другим странам.

## История
Малые охотники за подводными лодками в СССР после Великой Отечественной войны долгое время строили с деревянными корпусами, так как они были унифицированы по корпусу и двигателям с торпедными катерами. В 1948 году судостроительной верфью в Сосновке по проекту ОД-200бис (разработчик - центральное конструкторское бюро № 19 (ЦКБ-19)  в Ленинграде, главный конструктор Леонид Львович Ермаш) построено 16 малых охотников с дизельными двигателями М-50, так как построенные в 1946—1947 годах верфью в Сосновке 40 малых охотников за подводными лодками проекта ОД-200, из-за установки на них карбюраторных двигателей «Паккард» были пожароопасны. Катера проекта ОД-200 стали последними, имевшими возможность перевозки по железной дороге. Появление подводных лодок с большими подводными скоростями и подводными дальностями хода требовало размещения на охотниках более дальнодействующих акустических средств обнаружения и более мощного и эффективного вооружения. Это повлекло за собой рост водоизмещения противолодочных катеров.
Противолодочные катера проекта 199, разработанные в ЦКБ-5 под руководством главного конструктора Павла Густавовича Гойнкиса на базе корпуса и энергетической установки большого торпедного катера проекта 183, последняя серия деревянных малых охотников. По сравнению с катерами проекта ОД-200, их противолодочное вооружение усилено: из двух кормовых бомбосбрасывателей и двух бомбометов БМБ-2 с 36 большими глубинными бомбами. Их артиллерийское оружие самообороны: две спаренные 25-мм пушечные установки 2М-3. Эти малые охотники были с современным для того времени гидроакустическими и радиолокационными станциями. По проекту 199 до конца 1959 года судостроительной верфью № 5 в Ленинграде для морских частей пограничных войск построено 52 катера.

## Проектирование
Увеличение скорости и дальности подводного хода, снижение шумности подводных лодок в первое послевоенное десятилетие поставило задачу усиления противолодочной обороны вблизи военно-морских баз и увеличения в них систематического поиска и уничтожения подводных лодок для надежного охранения своих кораблей и подводных лодок при их выходе из баз и возвращении в базы. Катера-охотники за подводными лодками, даже строившиеся по усовершенствованным проектам послевоенного времени, с этим уже не могли справиться. Для этого требовалось создание нового малого охотника с усиленными системами борьбы с подводными лодками и обороны от воздушных средств, с увеличенной дальностью плавания, с лучшей мореходность.
Разработку такого стального малого охотника начали ещё в 1947 году в ЦКБ-51, а в 1951 году проектирование перенесено в ЦКБ-340 города Зеленодольска. Возглавлял их главный конструктор Александр Викторович Кунахович. На стадии эскизов предложили несколько вариантов катера с двигателями разных типов. По водоизмещению они в промежуточном положении между малым и большим охотниками. Но из-за того, что промышленность не освоила производство нового оборудования для них, их разрабатывали и строили с отставанием.

## Постройка проекта 201
Первые два противолодочных корабля нового проекта 201 построили и сдали ВМФ в 1955 году. Корабли с полным водоизмещением 158 т (стандартное - 141 т), наибольшей длиной — 39,2 м, шириной — 5,8 м, осадкой — 1,58 м. Их корпус был из стали, а надстройки — клепаные дюралюминиевые.
Первоначально на них предполагали установить дизели 3УД по 2000 л.с.. Но их изготовление задержали, и тогда решили на первые два корабля поставить дизеля М-50Ф, меньшей мощности — 1200 л.с., которая вынудила конструкторов усложнить силовую установку, состоявшую теперь из пяти дизелей. Четыре дизеля попарно приводили бортовые валы, а пятый, мощностью 600 л.с. — средний вал. Такая сложная схема повлекла усложнение систем управления двигателями и синхронизации их работы и испытаниях выяснили, что на полной скорости средний двигатель не создавал мощности 600 л.с., и его форсировали.
Электросистема постоянного тока с питанием от двух дизель-генераторов по 25 кВт, один использовался как резервный, напряжение 110 В.
Радиоэлектронное оборудование кораблей — радиолокационная станция обнаружения (РЛС) «Зарница» и РЛС опознавания «Факел», КВ- и ультракоротковолновые радиостанции.
По вооружению корабли превосходили предшественников существенно. Корабль с 45-мм автоматической пушкой СМ-21-Зиф (скорострельность 160 выстрелов в минуту, максимальная дальнобойность 11 км, досягаемость по высоте — 6,7 км) расположенной в носу и в средине и в корме с двумя спаренными 25-мм автоматическими спаренными пушками 2М-3. Кроме того, на нём и 4 дымовые шашки МДШ. Для борьбы с подводными лодками катера с гидроакустической станцией «Тамир-2», штоковыми бомбометами БМБ-1 и кормовыми бомбосбрасывателями с запасом больших глубинных бомб — 36 штук.
Испытания на Балтике на мореходность выявили недостаточную прочность корпуса — у обоих кораблей от резких ударов о встречную волну повреждены днища. Для ликвидации недостатка и увеличения прочности корпуса внесли существенные изменения в силовой набор дна. Один из кораблей поставлен на модернизацию, во время которой на нем заменены двигатели и взамен БМБ-1 установлены 4 реактивных бомбомета РБУ-1200. После модернизации водоизмещение корабля увеличилось почти на четверть, и перед постройкой серии понадобилась корректировка проекта.
В 1957—1958 годах построены и сданы флоту десять кораблей, отличавшихся от первых увеличенным до 200 т полным водоизмещением и более простой силовой установкой из трех дизелей 37Д. Изменено вооружение: вместо БМБ-1 в носу кораблей установили четыре пятиствольных РБУ-1200 противолодочного комплекса «Ураган-1». Его реактивную глубинную бомбк РГБ-12 весом 71,5 кг (боевая часть — 32 кг) выстреливали на 400—1450 м и она могла поражать подводные лодки на глубине 10—330 м. Сохранены кормовые сбрасыватели больших глубинных бомб. Его оружие самообороны — одна носовая 25-мм автоматическая спаренная установка 2М-3 и одна кормовая 45-мм автоматическая пушка СМ-21-ЗиФ.

## Корабли проекта 201М
Последующее крупносерийное строительство малых охотников вели по откорректированному проекту 201М, выполненному ЦКБ-340. В нём учтены недостатки, выявленные при строительстве и испытаниях кораблей проекта 201. Энергетическая установка теперь из трёх дизелей 37Д мощностью по 1800 л.с. и двух дизель-генераторов. Каждый дизель теперь работал на свой гребной вал, что позволяло развивать полный ход до 26 узлов и максимальная дальность плавания теперь 500 миль при движении экономической скоростью 12 узлов. Автономность корабля по запасу топлива и воды семь суток. В отличие от проекта 201 для слежения за воздушной и надводной обстановкой на кораблях теперь устанавливали более совершенные РЛС обнаружения «Рея» и РЛС опознавания. Как оружие самообороны установлены две спаренные 25-мм автоматические установки 2М-3, впоследствии замененные на более совершенные 2М-ЗМ, имевшие скорострельность 300 выстрелов в минуту и боекомплект 500 выстрелов на ствол, дальность стрельбы 7,5 км и по высоте досягаемость 2,8 км.
Строительство кораблей проекта 201М вели судостроительные заводы № 340 (Зеленодольск), № 532 (Керчь) и № 876 (Хабаровск). В 1958 — 1967 годах построено и сдано флоту и морякам-пограничникам 160 кораблей проекта 201М. Ещё 62 корабля построено на экспорт.

## Корабли проекта 201Т
В 1964 — 1967 годах завод № 532 построил 18 катеров проекта 201Т с усиленным противолодочным вооружением, на которых взамен кормовой 25-мм артустановки 2М-ЗМ для противолодочных торпед СЭТ-40 установили два 400-мм торпедных аппарата ОТА-40-204.

## Оценка проекта и преемники
Но существенным недостатком кораблей проекта 201 и его модификаций, несмотря на установку более мощных двигателей, была невысокая скорость полного хода. Это и определяло требования к поисковым возможностям, вооружению и тактическим элементам кораблей в целом. Для борьбы со скоростными атомными подводными лодками, могущими долго поддерживать большую подводную скорость, корабли проекта 201 стали неэффективны. Для этого требовались новые корабли с более мощнми двигателями и более мощными противолодочными системами. Такими кораблями стали малые противолодочные корабли проекта 204, разработанные тем же ЦКБ в Зеленодольске.

## Экспорт и строительство в других странах
Противолодочные корабли проектов 201 и 201М много поставляли на экспорт. В общем флотам ГДР, Вьетнама, Кубы, Болгарии, Китая, КНДР, Алжира, Ирака, Южного Йемена продано и передано 83 корабля. По советской документации и при помощи советских специалистов строительство их вели в ГДР, Китае и Египте. В НАТО катера этого типа обозначены "S.0.1".

## Завершение строительства и последующее использование
Строительство противолодочных кораблей проектов 201М и 201Т завершено в 1967 году. В последующем 201-е использовали в основном как пограничные сторожевые корабли в морских частях пограничных войск СССР.